# 비드고슈치 운하

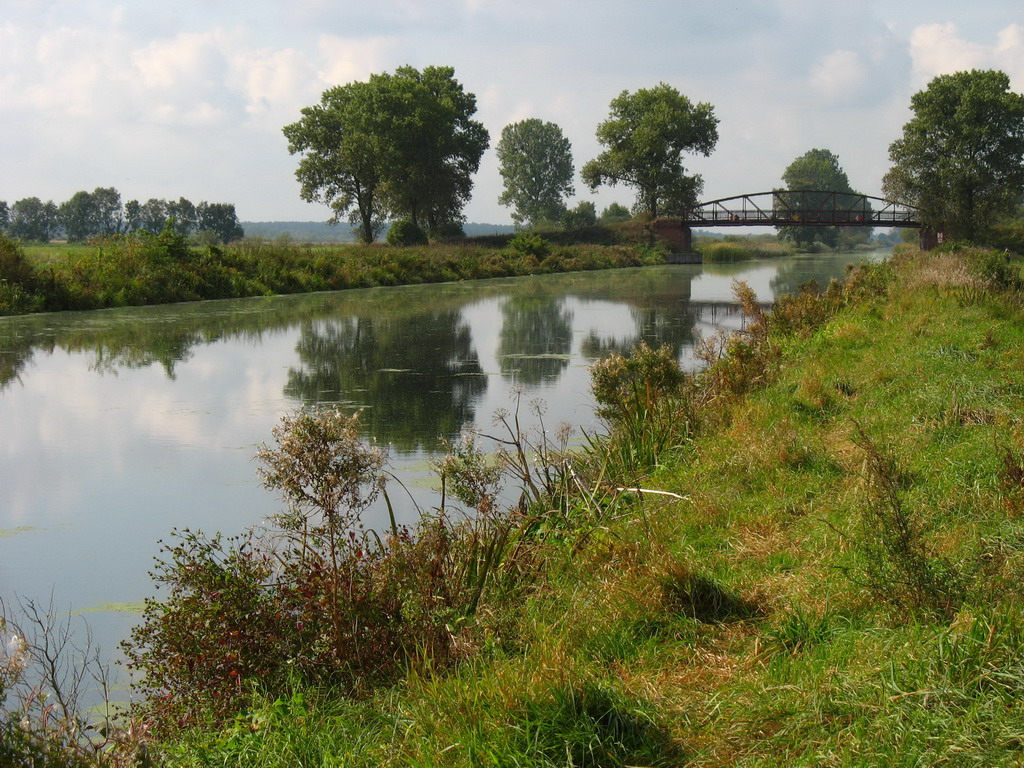
비드고슈치 운하

비드고슈치 운하(폴란드어: Kanał Bydgoski)는 폴란드 쿠야비포모제주 비드고슈치와 나크워나트노테치옹 사이의 운하다. 길이는 24.7km이고, 브르다강과 노테치강을 통해 비스와강과 오데르강을 연결한다. 운하를 따라 있는 수위 차이는 6개의 갑문으로 조절된다. 이 운하는 1772~1775년에 프로이센의 프리드리히 2세 국왕의 명령에 따라 건설되었다.
비드고슈치 운하는 2005년 11월 30일 쿠야비포모제주 유산 목록에 등재되었다.